# Плейку
Плейку (в'єт. Pleiku) — місто у Центральному В'єтнамі, адміністративний центр провінції Зялай. 

## Географія
Розташований на півночі Центрального плато.

### Клімат
Місто знаходиться у зоні, котра характеризується кліматом тропічних саван. Найтепліший місяць — квітень із середньою температурою 24.4 °C (76 °F). Найхолодніший місяць — січень, із середньою температурою 18.9 °С (66 °F).
| Клімат Плейку           | Клімат Плейку | Клімат Плейку | Клімат Плейку | Клімат Плейку | Клімат Плейку | Клімат Плейку | Клімат Плейку | Клімат Плейку | Клімат Плейку | Клімат Плейку | Клімат Плейку | Клімат Плейку | Клімат Плейку |
| Показник                | Січ.          | Лют.          | Бер.          | Квіт.         | Трав.         | Черв.         | Лип.          | Серп.         | Вер.          | Жовт.         | Лист.         | Груд.         | Рік           |
| Абсолютний максимум, °C | 32            | 32            | 33            | 35            | 32            | 33            | 32            | 32            | 30            | 32            | 31            | 32            | 35            |
| Середній максимум, °C   | 25            | 27            | 30            | 31            | 29            | 26            | 26            | 26            | 26            | 27            | 26            | 26            | 27            |
| Середня температура, °C | 18            | 20            | 23            | 24            | 24            | 23            | 22            | 22            | 22            | 22            | 21            | 19            | 22            |
| Середній мінімум, °C    | 12            | 13            | 16            | 18            | 20            | 20            | 19            | 19            | 19            | 17            | 16            | 13            | 17            |
| Абсолютний мінімум, °C  | 6             | 7             | 7             | 12            | 17            | 17            | 17            | 17            | 16            | 11            | 10            | 7             | 6             |
| Норма опадів, мм        | 0             | 0             | 20            | 80            | 210           | 410           | 420           | 490           | 350           | 150           | 50            | 0             | 2230          |
| Днів з дощем            | 0             | 0             | 2             | 5             | 5             | 18            | 19            | 20            | 15            | 9             | 5             | 0             | 102           |
| Вологість повітря, %    | 70            | 69            | 68            | 71            | 80            | 88            | 90            | 91            | 90            | 84            | 79            | 73            | 79            |
| ----------------------- | ------------- | ------------- | ------------- | ------------- | ------------- | ------------- | ------------- | ------------- | ------------- | ------------- | ------------- | ------------- | ------------- |
| Джерело: Weatherbase    |               |               |               |               |               |               |               |               |               |               |               |               |               |